# スパーク オン ウェイヴ
『スパーク オン ウェイヴ』は、1990年4月7日から2016年3月29日までテレビ大分で放送されていた若者向けのローカルバラエティ番組である。
番組は2016年3月20日放送分をもってレギュラー放送を終了。そして同年3月29日に最終回1時間スペシャルを放送し、26年間の歴史に幕を閉じた。後継番組は同年4月10日に日曜23:25枠でスタートした『スパーク魂』で、同番組とは公式サイトを共用した状態になっている（2016年現在）。

## 放送時間
いずれも日本標準時。
- 土曜 17:30 - 18:00 （1990年4月7日 - 1993年9月25日）
- 日曜 18:00 - 18:30 （1993年10月3日 - 2016年3月20日）
- 火曜 19:00 - 19:57 （2016年3月29日）

## 番組内容
2006年4月2日時点においては、「今週のスパーク」「わが高校の大自慢」「CD Hot5」「Oh! My え〜らしあん」「今週のビデオクリップ」などのコーナーで構成されていた。番組公式サイトには、2014年7月20日以降の放送内容が記載されている。
2008年3月2日放送分で放送900回を迎えたのを記念し、同年4月6日と4月13日に過去の映像をランキング形式で流した。2009年3月22日には20周年記念として1時間スペシャルを放送。2010年3月21日放送分で放送1000回を迎えた。
「今週のスパーク」
週替わり企画のコーナー。地元のさまざまなスポットの特集企画や、司会者2人が体を張ってさまざまな体験をする企画などを放送。
「わが高校の大自慢」
大分県内各地の高校を訪れ、その高校に通う生徒たちのありのままの姿、クラブ活動、カッコいい先生などをリポートするコーナー。
このコーナーでは、毎回各校の生徒たちが「50人大縄跳び」を行い、その回数を競っている。トライは3回。記録は2008年2月3日に放送された津久見高校の62回で、2001年7月22日放送の中津工業高校の60回から約6年半ぶりの新記録達成となった。
「CD HOT 5」
HMVパークプレイス大分店におけるCDシングル売上上位5曲を紹介するコーナー。
「Oh! My え〜らしあん」
番組初期から続いているコーナーで、中学、高校、20代の始めくらいまでの可愛い（かっこいい）若者を街中でスカウトして紹介する。「え〜らしあん」とは、大分弁の「えーらしい」からの造語である。
このコーナーには、当時高校生で後にレースクイーンやタレントとして活動することになるさくらいゆりがスカウトされて出演していた。
「今週のビデオクリップ」
旬のビデオクリップをほぼノーカットで放送するコーナー。
「合格祈願の旅」
2004年度から毎年年末に受験生を応援するために行われている企画で、男性パーソナリティが県内の寺社などを参拝し、受験生へのお守りを買いに行くために目標地点まで走る。お守りは視聴者にプレゼントされる。この企画は、年明け1月の間に3 - 4回放送される。
- 工藤健太がパーソナリティを務めていた時代の「ママチャリで行く合格祈願の旅2」（取材は2005年年末：インターネットでライブ配信が有った模様。放送が年越しのためか、ゴール後に即クローズ）では、工藤が大分市 - 日田市高塚地蔵尊までの90キロ高低差700mを走りきった。最初は77キロの予定で、お守り希望者を77人事前募集していた。工藤は完走後、「悔いは無い!次回は無い!」と発言。その3か月後の4月2日に岡村誠之と交代した。

2006年からは「合格祈願の旅3」と題し、毎回岡村がマラソンに挑んでいた。いずれも大分市のテレビ大分本社前から出発し、完走している。
- 2006年 佐伯市弥生の尺間神社（総距離55km）。
- 2007年 国東市の文殊仙寺（総距離75km）。
- 2008年 九重町の菅原天満宮（総距離67km）。
- 2009年 佐伯市蒲江の王子神社（総距離85km）。岡村の出身地で、多くの人々が応援に出た。

## 歴代出演者
特記の無い人物はテレビ大分のアナウンサー（後に離職した人物も含む）。
- 田辺智彦
- 御手洗慶子
- 菅未来
- 竹尾悠兵（野良レンジャー）
- 首藤将太（野良レンジャー）
- 小笠原正典
- 阿部洋樹
- 工藤健太
- 岡村誠之
- DJ meteo （DJ）
- つだつよし（タレント、放送作家）
- サトウテツオ（現・パンクブーブーの佐藤哲夫）
- 野崎雅子
- 高山正子
- 吉本いく子
- 桝亜希子
- 野間洋子
- 橋本諭子

## スタッフ
- 技術：佐藤幸治、佐藤秀司、赤坂昌治
- FD：佐藤晶代
- ロケ技術/制作協力：SAL-PRO
- ディレクター：日野誠吾、北川まさや
- プロデューサー：河村和彦
- チーフプロデューサー：岸田吉正
- 制作・著作：TOSテレビ大分

## 備考
日本の民放テレビ局114局で日曜18時台前半に全国ネット番組を放送していなかったのは、特定のネットワークに属していない独立局と、この番組を放送していたテレビ大分のみである。なおフジ系で同時間帯に放送されている「ツヨシしっかりしなさい」→「ちびまる子ちゃん」(夕方ニュースがFNNのため系列としては本来こちらが放送されるはず）は時差ネットとしていた。